# Vladimir Fomitchev
Vladimir Alexeïevitch Fomitchev (en russe : Владимир Алексеевич Фомичёв, Vladimir Alekseïevitch Fomitchëv), né le 15 août 1960 à Stalinogorsk (RSFSR) et mort le 15 août 2019 à Moscou (Russie), est un joueur puis entraîneur de football soviétique.

## Biographie
Débutant en première division soviétique en 1980, avec le FK Torpedo Moscou. Vladimir Fomitchev joua 6 matchs et inscrivit un but en Coupe d'Europe des vainqueurs de coupe de football lors de la saison 1984-1985 avec le FC Dynamo Moscou. Il remporta la coupe d'URSS en 1984.